# VTB United League 2023-24
La VTB United League 2023-24 fue la decimosexta edición de la VTB United League, competición internacional de baloncesto creada con el objetivo de unir las ligas nacionales de los países del Este de Europa en una única competición. Es también la décima edición que funciona además como el primer nivel del baloncesto en Rusia a efectos de clasificación para competiciones europeas. Participan catorce equipos, doce de ellos rusos, uno de Kazajistán y otro de Bielorrusia. El campeón fue el CSKA Moscú, que lograba su decimosegundo título.

## Equipos
Un total de 14 equipos de tres países compiten en la liga, dos más que la temporada anterior, al dar entrada al campeón y sobcampeón de la Superliga, el segundo nivel del baloncesto ruso, BC Ural Yekaterinburg y Runa Basket,
| Equipo                 | Ciudad          | Pabellón                      | Capacidad |
| ---------------------- | --------------- | ----------------------------- | --------- |
| Astana                 | Astaná          | Saryarka Velodrome            | 9,270     |
| Avtodor Saratov        | Sarátov         | Kristall Ice Sports Palace    | 6,100     |
| CSKA Moscú             | Moscú           | Universal Sports Hall CSKA    | 5,500     |
| Enisey Krasnoyarsk     | Krasnoyarsk     | Arena Sever                   | 4,000     |
| PBC MBA Moscú          | Moscú           | Krylatskoye Sports Palace     | 5,000     |
| Lokomotiv Kuban        | Krasnodar       | Basket-Hall                   | 7,500     |
| Nizhny Novgorod        | Nizhni Nóvgorod | Trade Union Sport Palace      | 5,600     |
| Parma                  | Perm            | Universal Sports Palace Molot | 7,000     |
| Runa                   | Moscú           | Dynamo Sports Palace          | 5,000     |
| Samara                 | Samara          | Ice Sports Palace             | 5,000     |
| Tsmoki Minsk           | Minsk           | Minsk Arena                   | 15,000    |
| UNICS                  | Kazán           | Basket Hall Arena             | 7,500     |
| Uralmash Yekaterinburg | Ekaterimburgo   | Palace of Sporting Games      | 5,000     |
| Zenit                  | San Petersburgo | Sibur Arena                   | 7,044     |

## Primera fase

### Clasificación
Actualizado:13 de febrero de 2024
| Pos. | Equipo                 | PJ | G  | P  | PF   | PC   | DP   | Pts | Clasificación          |
| ---- | ---------------------- | -- | -- | -- | ---- | ---- | ---- | --- | ---------------------- |
| 1    | CSKA Moscú             | 26 | 22 | 4  | 2286 | 1987 | +299 | 48  | Clasificado al Grupo A |
| 2    | UNICS                  | 26 | 20 | 6  | 2219 | 1925 | +294 | 46  | Clasificado al Grupo A |
| 3    | Lokomotiv-Kuban        | 26 | 19 | 7  | 2210 | 2010 | +200 | 45  | Clasificado al Grupo A |
| 4    | Zenit Saint Petersburg | 26 | 17 | 9  | 2113 | 1902 | +211 | 43  | Clasificado al Grupo A |
| 5    | Enisey                 | 26 | 16 | 10 | 2188 | 2087 | +101 | 42  | Clasificado al Grupo A |
| 6    | PARMA-PARI             | 26 | 15 | 11 | 2026 | 1966 | +60  | 41  | Clasificado al Grupo A |
| 7    | Samara                 | 26 | 14 | 12 | 2036 | 2082 | −46  | 40  | Clasificado al Grupo B |
| 8    | Uralmash Yekaterinburg | 26 | 13 | 13 | 2081 | 2083 | −2   | 39  | Clasificado al Grupo B |
| 9    | Runa                   | 26 | 11 | 15 | 2014 | 2087 | −73  | 37  | Clasificado al Grupo B |
| 10   | Astana                 | 26 | 10 | 16 | 2008 | 2157 | −149 | 36  | Clasificado al Grupo B |
| 11   | Avtodor                | 26 | 10 | 16 | 2039 | 2125 | −86  | 36  | Clasificado al Grupo B |
| 12   | MBA Moscú              | 26 | 8  | 18 | 1963 | 2085 | −122 | 34  | Clasificado al Grupo B |
| 13   | Pari Nizhny Novgorod   | 26 | 7  | 19 | 1894 | 2065 | −171 | 33  | Clasificado al Grupo B |
| 14   | MINSK                  | 26 | 0  | 26 | 1818 | 2334 | −516 | 26  | Clasificado al Grupo B |

 Fuente: VTB United League

## Segunda fase
Actualizado, 31 de marzo de 2024

### Grupo A
| Pos. | Equipo                 | PJ | G  | P  | GF   | GC   | DG   | Pts | Clasificación             |
| ---- | ---------------------- | -- | -- | -- | ---- | ---- | ---- | --- | ------------------------- |
| 1    | UNICS                  | 36 | 26 | 10 | 3097 | 2752 | +345 | 62  | Clasificado para playoffs |
| 2    | Zenit Saint Petersburg | 36 | 26 | 10 | 3020 | 2704 | +316 | 62  | Clasificado para playoffs |
| 3    | CSKA Moscú             | 36 | 25 | 11 | 3108 | 2803 | +305 | 61  | Clasificado para playoffs |
| 4    | Lokomotiv-Kuban        | 36 | 23 | 13 | 3030 | 2881 | +149 | 59  | Clasificado para playoffs |
| 5    | PARMA-PARI             | 36 | 20 | 16 | 2859 | 2813 | +46  | 56  | Clasificado para playoffs |
| 6    | Enisey                 | 36 | 19 | 17 | 3017 | 3013 | +4   | 55  | Clasificado para playoffs |

 Fuente: VTB United League

### Grupo B
| Pos. | Equipo                 | PJ | G  | P  | PF   | PC   | DP   | Pts | Clasificación                 |
| ---- | ---------------------- | -- | -- | -- | ---- | ---- | ---- | --- | ----------------------------- |
| 1    | Uralmash Yekaterinburg | 36 | 22 | 14 | 2948 | 2835 | +113 | 58  | Clasificado para los playoffs |
| 2    | Samara                 | 36 | 20 | 16 | 2840 | 2854 | −14  | 56  | Clasificado para los playoffs |
| 3    | Avtodor                | 36 | 17 | 19 | 2827 | 2854 | −27  | 53  |                               |
| 4    | MBA Moscú              | 36 | 15 | 21 | 2709 | 2788 | −79  | 51  |                               |
| 5    | Runa                   | 36 | 14 | 22 | 2811 | 2926 | −115 | 50  |                               |
| 6    | Pari Nizhny Novgorod   | 36 | 12 | 24 | 2659 | 2806 | −147 | 48  |                               |
| 7    | Astana                 | 36 | 12 | 24 | 2679 | 2963 | −284 | 48  |                               |
| 8    | MINSK                  | 36 | 1  | 35 | 2519 | 3131 | −612 | 37  |                               |

 Fuente: VTB United League

## Playoffs
|  | Cuartos de final | Cuartos de final       | Cuartos de final | Cuartos de final | Cuartos de final | Cuartos de final | Cuartos de final |       |                        | Semifinales | Semifinales | Semifinales | Semifinales | Semifinales | Semifinales | Semifinales | Semifinales | Semifinales |                 |              | Final        | Final                  | Final        | Final        | Final        | Final | Final | Final | Final |  |
|  |                  |                        |                  |                  |                  |                  |                  |       |                        |             |             |             |             |             |             |             |             |             |                 |              |              |                        |              |              |              |       |       |       |       |  |
|  |                  |                        |                  |                  |                  |                  |                  |       |                        |             |             |             |             |             |             |             |             |             |                 |              |              |                        |              |              |              |       |       |       |       |  |
|  | 1                | UNICS                  | 83               | 77               | 90               |                  |                  |       |                        |             |             |             |             |             |             |             |             |             |                 |              |              |                        |              |              |              |       |       |       |       |  |
|  | 1                | UNICS                  | 83               | 77               | 90               |                  |                  |       |                        |             |             |             |             |             |             |             |             |             |                 |              |              |                        |              |              |              |       |       |       |       |  |
|  | 8                | Samara                 | 73               | 64               | 67               |                  |                  |       |                        |             |             |             |             |             |             |             |             |             |                 |              |              |                        |              |              |              |       |       |       |       |  |
|  | 8                | Samara                 | 73               | 64               | 67               |                  | 1                | UNICS | 78                     | 71          | 83          | 85          | 81          | 68          | 92          |             |             |             |                 |              |              |                        |              |              |              |       |       |       |       |  |
|  |                  |                        |                  |                  |                  |                  |                  | UNICS | 78                     | 71          | 83          | 85          | 81          | 68          | 92          |             |             |             |                 |              |              |                        |              |              |              |       |       |       |       |  |
|  |                  |                        | 4                | Lokomotiv-Kuban  | 75               | 84               | 89               | 68    | 78                     | 98          | 87          |             |             |             |             |             |             |             |                 |              |              |                        |              |              |              |       |       |       |       |  |
|  | 4                | Lokomotiv-Kuban        | 4                | Lokomotiv-Kuban  | 75               | 84               | 89               | 68    | 78                     | 98          | 87          | 97          | 112         | 82          |             |             |             |             |                 |              |              |                        |              |              |              |       |       |       |       |  |
|  | 4                | Lokomotiv-Kuban        |                  |                  |                  |                  |                  |       |                        |             |             |             |             | 82          |             |             |             |             |                 |              |              |                        |              |              |              |       |       |       |       |  |
|  | 5                | PARMA-PARI             | 60               | 85               | 54               |                  |                  |       |                        |             |             |             |             |             |             |             |             |             |                 |              |              |                        |              |              |              |       |       |       |       |  |
|  | 5                | PARMA-PARI             | 60               | 85               | 54               |                  |                  |       |                        |             |             |             |             |             |             |             |             | 1           | UNICS           | 95           | 83           | 72                     | 96           | 55           |              |       |       |       |       |  |
|  |                  |                        |                  |                  |                  |                  |                  |       |                        |             |             |             |             |             |             |             |             |             | UNICS           | 95           | 83           | 72                     | 96           | 55           |              |       |       |       |       |  |
|  |                  |                        | 3                | CSKA Moscú       | 96               | 94               | 80               | 80    | 66                     |             |             |             |             |             |             |             |             |             |                 |              |              |                        |              |              |              |       |       |       |       |  |
|  | 2                | Zenit Saint Petersburg | 3                | CSKA Moscú       | 96               | 94               | 80               | 80    | 66                     | 98          | 82          | 69          | 86          |             |             |             |             |             |                 |              |              |                        |              |              |              |       |       |       |       |  |
|  | 2                | Zenit Saint Petersburg |                  |                  |                  |                  |                  |       |                        |             |             |             |             |             |             |             |             |             |                 |              |              |                        |              |              |              |       |       |       |       |  |
|  | 7                | Uralmash Yekaterinburg | 82               | 74               | 72               | 83               |                  |       |                        |             |             |             |             |             |             |             |             |             |                 |              |              |                        |              |              |              |       |       |       |       |  |
|  | 7                | Uralmash Yekaterinburg | 82               | 74               | 72               | 83               |                  | 2     | Zenit Saint Petersburg | 67          | 93          | 61          | 91          | 73          | 91          |             |             |             | Tercer lugar    | Tercer lugar | Tercer lugar | Tercer lugar           | Tercer lugar | Tercer lugar | Tercer lugar |       |       |       |       |  |
|  |                  |                        |                  |                  |                  |                  |                  | 2     | Zenit Saint Petersburg | 67          | 93          | 61          | 91          | 73          | 91          |             |             |             | Tercer lugar    | Tercer lugar | Tercer lugar | Tercer lugar           | Tercer lugar | Tercer lugar | Tercer lugar |       |       |       |       |  |
|  |                  |                        | 3                | CSKA Moscú       | 82               | 81               | 75               | 73    | 99                     | 97          |             |             |             |             |             |             |             |             |                 |              |              |                        |              |              |              |       |       |       |       |  |
|  | 3                | CSKA Moscú             | 3                | CSKA Moscú       | 82               | 81               | 75               | 73    | 99                     | 97          | 96          | 88          | 89          |             |             |             |             | 4           | Lokomotiv-Kuban | 77           | 96           | 90                     | 77           |              |              |       |       |       |       |  |
|  | 3                | CSKA Moscú             |                  |                  |                  |                  |                  |       |                        |             |             |             |             |             |             |             |             | 4           | Lokomotiv-Kuban | 77           | 96           | 90                     | 77           |              |              |       |       |       |       |  |
|  | 6                | Enisey                 | 68               | 85               | 82               |                  |                  |       |                        |             |             |             |             |             |             |             |             |             |                 |              | 2            | Zenit Saint Petersburg | 79           | 99           | 87           | 88    |       |       |       |  |
|  | 6                | Enisey                 | 68               | 85               | 82               |                  |                  |       |                        |             |             |             |             |             |             |             |             |             |                 |              | 2            | Zenit Saint Petersburg | 79           | 99           | 87           | 88    |       |       |       |  |
|  |                  |                        |                  |                  |                  |                  |                  |       |                        |             |             |             |             |             |             |             |             |             |                 |              |              |                        |              |              |              |       |       |       |       |  |

## Galardones
| Premio                          | Jugador            | Equipo                   | Ref.  |
| ------------------------------- | ------------------ | ------------------------ | ----- |
| MVP de la VTB United League     | Nenad Dimitrijevic | UNICS Kazan              | [ 3 ] |
| MVP de los Playoffs             | Melo Trimble       | PBC CSKA Moscow          | [ 4 ] |
| Mejor anotador                  |                    |                          |       |
| Mejor Jugador Joven             | Kirill Elatontsev  | Lokomotiv Kuban          | [ 5 ] |
| Entrenador del Año              | Velimir Perasović  | UNICS Kazan              | [ 6 ] |
| Mejor actuación de la temporada | Casper Ware        | PBC CSKA Moscow          | [ 7 ] |
| Mejor Sexto Hombre              | Melo Trimble       | PBC CSKA Moscow          | [ 8 ] |
| Jugador Defensivo del Año       | Vince Hunter       | Zenit de San Petersburgo | [ 9 ] |
| Debutante del Año               |                    |                          |       |

### MVP del mes
| Mes       | Jugador                         | Equipo                     | Ref.   |
| 2023      | 2023                            | 2023                       | 2023   |
| --------- | ------------------------------- | -------------------------- | ------ |
| Octubre   | Xavier Rathan-Mayes             | Enisey Krasnoyarsk         | [ 10 ] |
| Noviembre | DeVaughn Akoon-Purcell          | Lokomotiv Kuban            | [ 11 ] |
| Diciembre | Anton Astapkovič Andrej Martjuk | CSKA Moscú Lokomotiv Kuban | [ 12 ] |
| 2024      |                                 |                            |        |
| Enero     | B. J. Johnson                   | Parma Basket               | [ 13 ] |
| Febrero   | Dmitri Kulaguin                 | UNICS Kazan                | [ 14 ] |
| Marzo     | Octavius Ellis                  | Uralmash Yekaterinburg     | [ 15 ] |
| Abril     | Thomas Heurtel                  | Zenit Saint Petersburg     | [ 16 ] |